# 蚁族
蟻族（英語：Ant tribe）指的是中國城市裡一群低收入的大學畢業生，他們通常過著貧困的生活。那些屬於蟻族階級的人大都希望能夠在將來找到能用到他們在大學裡所學知識的工作。北京大學博士後研究員廉思創造了“蟻族”一詞，將這些大學畢業生的生活與螞蟻進行了比較。他們和螞蟻的共同點是都成群地生活在狹窄的地方（如城中村），雖然聰明勤奮，但默默無聞，收入微薄。蟻族通常由80年代中後期出生的人組成，在中國社會中被認為是第四個弱勢社會階層，與傳統弱勢群體農民、農民工、以及因經濟改革而失業的國有企業職工地位相當。

## 延伸閱讀

### 中文
- 廉思（2009年）蚁族：大学毕业生聚居村实录，廣西師範大學出版社
- 廉思（2010年） 谁的时代（2010中国"蚁族"生存报告） 中信出版社
- 欢颜（2010年） 蚁族：蚁穴中安放的青春 （页面存档备份，存于） 北方妇女儿童出版社

### 英文
- Cheng, Baoyan. (2011). "Student Loans in China: Efficiency, Equity and Social Justice." Lexington Books, Rowman and Littlefield Publishers. pp. 7–11. ISBN 978-0-7391-4550-0.
- "China: From an Active Employment Policy to Employment Promotion Law. Coping with economic restructuring and labour market adjustments." International Labour Organization. November 20, 2011. ISBN 978-92-2-125442-3.
- "China's College Educated: The Ant Tribe" (with video) （页面存档备份，存于） BigWOWO.
- "Is China's Education System Keeping Up With Growing Superpower?" （页面存档备份，存于） ABC News with video by Diane Sawyer.